# 1964年インスブルックオリンピックの北朝鮮選手団
1964年インスブルックオリンピックの北朝鮮選手団（1964ねんインスブルックオリンピックのきたちょうせんせんしゅだん）は、1964年1月29日から2月9日までオーストリアのインスブルックで開催された1964年インスブルックオリンピックの北朝鮮選手団、およびその競技結果。

## 概要
今大会は銀メダル1個を獲得した。
スピードスケート女子3000mで、韓弼花が北朝鮮勢初メダルとなる銀メダルを獲得した。冬季オリンピックのアジア勢としては、1956年コルチナ・ダンペッツオオリンピックのアルペンスキーで日本の猪谷千春が獲得して以来2人目のメダリストであり、女子アジア選手初のメダルでもあった。

## メダル
| メダル | 選手名 | 競技             | 種目      |
| ------ | ------ | ---------------- | --------- |
| 銀     | 韓弼花 | スピードスケート | 女子3000m |